# Jorge Luis Clavelo
Jorge Luis Clavelo Tejeda est un footballeur international cubain né le 8 août 1982 à Santa Clara. Il évolue au poste de défenseur central avec le Bauger FC en République dominicaine.

## Biographie

### Carrière en club
Début avril 2016, Clavelo devient professionnel en quittant Cuba et rejoint le Bauger FC en Liga Dominicana de Fútbol.

### Carrière en sélection
Avec l'équipe de Cuba, il joue 56 matchs (pour deux buts inscrits) de 2006 à 2016. Il figure notamment dans le groupe des sélectionnés lors des Gold Cup de 2007, 2011, 2013 et 2015. En outre, Clavelo dispute avec son pays les éliminatoires des Coupes du monde de 2010, 2014 et 2018 (12 matchs, aucun but marqué).
Au niveau régional, il prend part aux Coupes caribéennes de 2007, 2008, 2010, 2012 (vainqueur) et 2014.
Il dispute sa dernière sélection le 8 janvier 2016 à l'occasion d'un barrage de qualifications à la Copa América Centenario face au Panama (défaite 4-0).

#### Buts en sélection
| Buts en sélection de Jorge Luis Clavelo | Buts en sélection de Jorge Luis Clavelo | Buts en sélection de Jorge Luis Clavelo | Buts en sélection de Jorge Luis Clavelo | Buts en sélection de Jorge Luis Clavelo | Buts en sélection de Jorge Luis Clavelo | Buts en sélection de Jorge Luis Clavelo |
|                                         | Date                                    | Lieu                                    | Adversaire                              | Score                                   | Résultat                                | Compétition                             |
| --------------------------------------- | --------------------------------------- | --------------------------------------- | --------------------------------------- | --------------------------------------- | --------------------------------------- | --------------------------------------- |
| 1.                                      | 23 octobre 2008                         | Estadio Pedro Marrero, La Havane (Cuba) | Antilles néerlandaises                  | 6-1                                     | 7-1                                     | QCAR 2008                               |
| 2.                                      | 25 octobre 2008                         | Estadio Pedro Marrero, La Havane (Cuba) | Barbade                                 | 1-1                                     | 1-1                                     | QCAR 2008                               |

NB : Les scores sont affichés sans tenir compte du sens conventionnel en cas de match à l'extérieur (Cuba-Adversaire).

## Palmarès

### En club
- Champion de Cuba en 2002-03, 2004-05, 2011, 2012 et 2013 avec le FC Villa Clara.

### En équipe nationale
- Vainqueur de la Coupe caribéenne des nations en 2012.